# Vergüenza Ajena: Made in Spain
Vergüenza Ajena: Made in Spain é um programa de comédia espanhol exibido pela MTV Espanha, desde 9 de maio de 2016. É apresentado por Luis Fernández na companhia de Mbaka Oko e Corina Randazzo. O programa é baseado no formato americano Ridiculousness.

## Primeira temporada (2016)
| N° serie | N° temp. | Convidado           | Data de exibição    |
| -------- | -------- | ------------------- | ------------------- |
| 1        | 1        |                     | 9 de maio de 2016   |
| 2        | 2        | The Zombie Kids     | 9 de maio de 2016   |
| 3        | 3        | Darmo               | 16 de maio de 2016  |
| 4        | 4        | Mario Vaquerizo     | 16 de maio de 2016  |
| 5        | 5        | Ana María Polvorosa | 23 de maio de 2016  |
| 6        | 6        | Fonsi Nieto         | 23 de maio de 2016  |
| 7        | 7        | El Langui           | 30 de maio de 2016  |
| 8        | 8        | Elena Furiase       | 6 de junho de 2016  |
| 9        | 9        | Abraham García      | 13 de junho de 2016 |
| 10       | 10       | Aless Gibaja        | 20 de junho de 2016 |
| 11       | 11       |                     | 27 de junho de 2016 |
| 12       | 12       | Nacho Morata        | 4 de julho de 2016  |